# 아메리카대왕오징어
훔볼트오징어로도 알려진 아메리카대왕오징어는 동부 태평양에 서식하는 육식성 오징어이다.
아메리카대왕오징어는 일반적으로 몸길이가 1.5m에 이른다.

## 특징
아메리카대왕오징어의 몸길이는 1.5m이고 몸무게는 최대 50kg이다. 그들은 성적 이형성을 보이며, 평균적으로 암컷은 수컷보다 더 큰 크기로 성숙해진다.

## 같이 보기
- 남극하트지느러미오징어
- 대왕오징어
- 오징어 (음식)